# Славянски държави
Славянски държави днес условно се наричат всички държави, чийто официален държавен език е един от съвременните славянски езици.

## Съвременни славянски държави
- Беларус
- Босна и Херцеговина
- България
- Полша
- Северна Македония
- Русия
- Словакия
- Словения
- Сърбия
- Черна гора
- Украйна
- Хърватия
- Чехия

## Исторически славянски държави
- Блатненско княжество
- Великоморавия
- Карантания
- Киевска Рус
- Руянско княжество
- Самово княжество
- Първо Българско царство
- Второ Българско царство